# Обавеза
Обавеза или облигација је захтевање одређене врсте делања. Постоје моралне, законске, друштвене, религијске и друге обавезе. Обавезе се одређују сукладно правима. Такође може значити способност за добро, сличну вредности која треба да се оствари у блиској будућности.

## Правна облигација
Облигација је правни однос између две стране на основу кога је једна страна (поверилац) овлашћена да захтева од друге стране (дужник) одређено давање, чињење или уздржавање (dare, facere, non facere) од нечега што би иначе имала права да чини, а друга страна је дужна да то испуни.
Са становишта повериоца облигација је потраживање док је са становишта дужника она дуг. Потраживање и дуг су у једној правној симбиози и у корелативном односу.
Прве дефиниције облигације налазимо још у текстовима римских правника (Паулус, Јустинијан) и иако се данашње и древне дефиниције не поклапају, њихов заједнички именитељ је схватање које у облигацији увек види правну везу (iuris vinculum) између два лица од којих једно има право а друго обавезу да нешто да, учини или не учини односно трпи нешто.

### Теорије о облигацијама
По монистичком схватању дужникова одговорност је санкција за неизвршење обавезе, односно правна последица повреде права, а по дуалистичком елемент појма облигације.
Дуалистичко схватање – нарочито је брањено у немачкој теорији, полази од анализе римског појма облигације и у њој открива две врсте правних односа.
Први однос је обавеза дужника да изврши дуговану радњу и дужност повериоца да ту радњу благовремено прими. Овај је правни однос, праћен је другим односом, који се огледа у дужниковој одговорности. Први однос се огледа у извршењу дуговане радње онако како она гласи. Други однос се огледа у обавези дужника да сноси одговорност у случају неизвршења дуговане радње (тзв. секундарна одговорност). Тако дуалистичка теорија у појму облигације препознаје два елемента – дуг и одговорност.
Монистичко схватање – Присталице ове теорије сматрају да одговорност дужника у случају неизвршења обавезе није елемент појма облигације, већ правна последица повреде права. То није никакав други однос у облигацији већ имовинскоправна санкција за неизвршење или неуредно извршење обавезе. Накнада штете или други начин испољавања одговорности дужника не представља извршење дуговане радње, већ санкцију за неизвршење обавезе. Странке закључују уговор да би га извршиле а не да би стекле право на накнаду штете због неизвршења уговора.
Теорија негације субјективних права
Леон Диги истиче објективну концепцију појма облигације насталу у крилу социолошке школе. Он сматра да једно лице може да оствари одређене правне ефекте захваљујући објективном праву, тј. уколико је његова изјава воље у складу са одговарајућом нормом објективног права. Али ово схватање бива оспорено самом чињеницом да савремена законодавства признају категорију субјективних права.
Теорија која даје примат предмету облигације
Постоји и схватање које не пориче постојање субјективних права али у појму облигације даје примат њеном предмету. Облигација је пре свега једна вредност, предмет је битан и без њега нема облигације. Могуће је да облигација постоји и без одређеног дужника (нпр. без одређења другог субјекта у случају једностране изјаве воље). Други аутори иду и даље сматрајући да је облигација пре однос између имовина него између одређених лица, али то становиште није прихваћено јер облигација подразумева и однос између лица.

### Правне особине облигације
1- Облигација је (имовинско)правни однос
Однос је положај једног лица према другом у одређеном погледу. Правни однос је специфична врста односа, јер постоји правна санкција. Када се каже да је то имовинско правни однос то значи да се правно повериоца и обавеза дужника могу непосредно или посредно изразити у новцу.
Непосредна санкција која прати повреду права из облигације има сва обележја имовинскоправне санкције – то може бити накнада штете или повраћај у пређашње стање. Врста заштите (имовинска санкција) последица је природе облигационог односа као имовинскоправног односа у којем је непосредно ангажован имовински интерес.
Имовински интерес се најчешће може изразити у новцу тј. новчано проценити али у неким случајевима (нпр. код новчане накнаде материјалне штете - афекциона вредност) тешко ју је новчано проценити по објективним критеријумима. Облигација ствара један имовинско правни однос заснован на одређеној користи и имовинском интересу који се може новчано изразити.
2 - Субјекти облигационог односа су одређена лица
Ова лица су одређена и могу имати правни положај титулара субјективног права - повериоца или титулара обавезе - дужника. По овој одређености обе стране у односу се облигациони однос разликује од стварноправног у којем је сопственик одређен али је број лица која су дужна да поштују његово право неодређен. Није нужно да се на страни повериоца или дужника нађе само једно лице, може их бити више али се увек зна ко су и какав је њихов положај у облигационом односу. Није одлучујући број субјеката, већ њихова одређеност и правни положај (заједничке и солидарне облигације).
У извесним облигационим односима и једна и друга страна могу истовремено имати и положај дужника и положај повериоца (двострано обавезни уговори). Друге облигације су такве да је једно лице само дужник а друго само поверилац (незвано вршење туђих послова, неосновано обогаћење и сл). Међутим, у овом случају треба водити рачуна да један уговор по правилу представља истовремено извор више облигација, па би правилније било рећи да се једно лице у више облигација (облигационих односа) које потичу из истог основа (уговора) могу налазити истовремено у улози повериоца и дужника. Појашњења ради, купац је из једне облигације (из једног истог основа-уговора) дужник предаје новца, а из друге облигације поверилац преноса својине и предаје ствари.
3 - Облигациони однос има одређену садржину
Поверилац има одређено право које је засновано на облигационом односу а дужник одређену обавезу. Садржину облигације чине управо та права и обавезе и она се још назива и престацијом. Управо се према садржини облигације, тј. природи права и обавеза међусобно разликују поједини облигациони односи мада се садржина свих облигационих односа може изразити кроз акт давања, чињења или уздржавања од чињења, односно трпљења.
Садржина облигације није исто што и предмет облигације. Садржину облигације чине права и обавезе – оно што поверилац може да тражи од дужника, захтевано понашање дужника. Предмет је све оно на шта се облигација односи. То може бити:давање, чињење, уздржавање од неке радње на коју би иначе имао право, трпљење.
Да би облигација била пуноважна захтевају се одређени услови.
а. Предмет облигације може бити само оно што је могуће испунити. Облигација не настаје без обзира на то да ли је немогућност правна или фактичка. Међутим немогућност мора да буде иницијална (да постоји у тренутку закључења уговора). Ако немогућност уследи након тога облигација је настала.
б. Предмет облигације мора бити довољно одређен, мора се знати на шта се облигација односи. Није неопходно да буде тачно одређен већ у тренутку настанка облигације, довољно је да буде одредив.
в. Предмет облигације мора бити допуштен са гледишта правног и моралног поретка.
4 - Облигациони однос је релативног карактера
Из облигационог односа ниче право на страни повериоца али се оно може истаћи само према дужнику, не и према трећем лицу. Облигациони однос је релативног карактера, постоји затвореност односа и он делује само inter partes, за разлику од стварноправног и других апсолутних права који делују erga omnes. Смисао релативности је у тој затворености односа, поверилац има право само према дужнику.
Његова овлашћења не прате ствар када она уђе у државину трећег, чак ни када је предмет облигације предаја ствари. Поверилац само од дужника захтева испуњење облигације а за трећа лица то је акт који им не може ни годити ни шкодити.
Треба правити разлику између дејства и права супротстављања. Облигационо право дејствује само између одређених лица. Ту дакле постоји поменута затвореност. С друге стране и супротстављање тог права може се учинити само према дужнику јер је уперено на његово понашање и у том смислу не постоји могућност супротстављања тог права неки другим лицима ван односа. Не постоји дакле право следовања које омогућује да облигационо право следи свој предмет ма где он био.
Такође, облигациона права су за разлику од стварних подложна застарелости, што значи да се по протеку законом предвиђеног рока губи могућност принудног остварења, што у начелу није случај са стварним правима.
Изузеци од релативног дејства облигационог односа:
а) Уговор о закупу – има дејства и стварног и облигационог права. До предаје ствари закупцу закуп производи облигационо дејство, а од предаје у државину закуп се трансформише у стварно право.
Дејства закупа према трећим лицима:
До предаје ствари закупац може супротставити своје право трећем лицу само ако је било несавесно. Од предаје ствари закупац може супротставити своје право свим трећим лицима без обзира на њихову савесност, због трансформације закупа у стварно право.
Уговор о закупу непокретне ствари може бити уписан у земљишне књиге, што омогућује закупцу да своје право истакне према сваком па и према потоњем прибавиоцу ствари, јер је фактом уписа у земљишне књиге ово право стекло обележја права ерга омнес. Ако закуп није уписан у земљишне књиге потоњи прибавилац не може захтевати од закупца да му овај преда ствар пре истека законом или уговором предвиђеног рока, или ако ови нису одређени пре истека отказног рока. Ту је и случај уписа у земљишне књиге продаје непокретне ствари с правом прече куповине.
б) Подзакуп - ЗОО предвиђа могућност да закуподавац може ради наплате својих потраживања од закупца насталих из закупа да се непосредно обрати подзакупцу за исплату износа које овај дугује закупцу по основу подзакупа.
в) Побијање правних послова дужника – путем тужбе actio pauliana против трећег лица.
г) Уговори у корист трећег лица – један се уговорник обавезује према другом да ће извршити одређену престацију у корист трећег лица. Треће лице стиче право да непосредно захтева извршење престације у своју корист.
д) Колективни уговори – закључују их надлежне синдикалне организације са организацијом послодаваца и њима се уређују права и обавезе радника у радном односу. Такав уговор производи правна дејства за сва лица која припадају одређеној групи, без обзира да ли су сви дали своју сагласност јер одлука већине обавезује и мањину групе.